# Andrea Bowen
Andrea Bowen, född 4 mars 1990 i Columbus, Ohio, är en amerikansk skådespelare.
Bowen började som skådespelare redan vid 6 års ålder. Hon har medverkat i TV-serier som One Tree Hill, Boston Public och Law & Order, liksom i en hel del Broadwaypjäser.
Hon är hittills mest känd i rollen som Julie Mayer i den amerikanska TV-serien Desperate Housewives. Julie Mayer är dotter till den naiva och spralliga Susan Mayer, spelad av Teri Hatcher. Hon har två gånger tilldelats utmärkelsen Screen Actors Guild.

## Filmografi (urval)
- 2001 – Law & Order: Special Victims Unit; Sophie Douglas
- 2001 – Tredje skiftet
- 2002 – That Was Then
- 2003 – Boston Public
- 2003 – One Tree Hill
- 2003 – Strong Medicine
- 2004 – Luckey Quarter
- 2004 – Party Wagon
- 2004–12 – Desperate Housewives
- 2005 – Red Riding Hood
- 2005 – Final Fantasy VII: Advent Children
- 2005 – Brottskod: Försvunnen
- 2006 – Bambi 2
- 2006 – Eye of the Dolphin
- 2006 – Hemma hos Hill
- 2007 – Girl, Positive
- 2009 – Ghost Whisperer
- 2012 – The Secret Life of the American Teenager
- 2013 – Scandal